# Stanislav Krapukhin
Stanislav Avenirovich Krapukhin (tiếng Nga: Станислав Авенирович Крапухин; sinh ngày 28 tháng 3 năm 1998) là một cầu thủ bóng đá người Nga. Anh thi đấu cho F.K. Zenit-2 Sankt Peterburg.

## Sự nghiệp câu lạc bộ
Anh có màn ra mắt tại Giải bóng đá Quốc gia Nga cho F.K. Zenit-2 Sankt Peterburg vào ngày 8 tháng 3 năm 2017 trong trận đấu với F.K. Neftekhimik Nizhnekamsk.